# Список астероїдів (16401—16500)
| Назва                                 | Тимчасове позначення | Дата відкриття    | Місце відкриття                 | Відкривач                                         |
| ------------------------------------- | -------------------- | ----------------- | ------------------------------- | ------------------------------------------------- |
| (16401) 1984 SV5                      | 1984 SV5             | 21 вересня 1984   | Обсерваторія Ла-Сілья           | Анрі Дебеонь                                      |
| (16402) 1984 UR                       | 1984 UR              | 26 жовтня 1984    | Станція Андерсон-Меса           | Едвард Бовелл                                     |
| (16403) 1984 WJ1                      | 1984 WJ1             | 20 листопада 1984 | Коссоль                         | Крістіан Поллас                                   |
| (16404) 1985 CM1                      | 1985 CM1             | 13 лютого 1985    | Обсерваторія Ла-Сілья           | Анрі Дебеонь                                      |
| (16405) 1985 DA2                      | 1985 DA2             | 20 лютого 1985    | Обсерваторія Ла-Сілья           | Анрі Дебеонь                                      |
| (16406) 1985 PH                       | 1985 PH              | 14 серпня 1985    | Станція Андерсон-Меса           | Едвард Бовелл                                     |
| 16407 Ойунский (Oiunskij)             | 1985 SV2             | 19 вересня 1985   | КрАО                            | Черних Микола Степанович, Черних Людмила Іванівна |
| (16408) 1986 AB                       | 1986 AB              | 11 січня 1986     | Тойота                          | Кендзо Судзукі, Такеші Урата                      |
| (16409) 1986 CZ1                      | 1986 CZ1             | 12 лютого 1986    | Обсерваторія Ла-Сілья           | Анрі Дебеонь                                      |
| (16410) 1986 QU2                      | 1986 QU2             | 28 серпня 1986    | Обсерваторія Ла-Сілья           | Анрі Дебеонь                                      |
| (16411) 1986 QY2                      | 1986 QY2             | 28 серпня 1986    | Обсерваторія Ла-Сілья           | Анрі Дебеонь                                      |
| (16412) 1986 WZ                       | 1986 WZ              | 25 листопада 1986 | Обсерваторія Клеть              | Зденька Ваврова                                   |
| 16413 Abulghazi                       | 1987 BA2             | 28 січня 1987     | Обсерваторія Ла-Сілья           | Ерік Вальтер Ельст                                |
| 16414 Le Procope                      | 1987 QO5             | 25 серпня 1987    | Обсерваторія Ла-Сілья           | Ерік Вальтер Ельст                                |
| (16415) 1987 QE7                      | 1987 QE7             | 21 серпня 1987    | Ціммервальдська обсерваторія    | Пауль Вільд                                       |
| (16416) 1987 SM3                      | 1987 SM3             | 25 вересня 1987   | Обсерваторія Брорфельде         | Поуль Єнсен                                       |
| (16417) 1987 SF5                      | 1987 SF5             | 30 вересня 1987   | Обсерваторія Брорфельде         | Поуль Єнсен                                       |
| 16418 Лорцінг (Lortzing)              | 1987 SD10            | 29 вересня 1987   | Обсерваторія Карла Шварцшильда  | Ф. Бернґен                                        |
| 16419 Kovalev                         | 1987 SS28            | 24 вересня 1987   | КрАО                            | Журавльова Людмила Василівна                      |
| (16420) 1987 UN1                      | 1987 UN1             | 28 жовтня 1987    | Обсерваторія Кушіро             | Сейджі Уеда, Хіроші Канеда                        |
| 16421 Roadrunner                      | 1988 BJ              | 22 січня 1988     | Обсерваторія Верхнього Провансу | Ерік Вальтер Ельст                                |
| (16422) 1988 BT3                      | 1988 BT3             | 18 січня 1988     | Обсерваторія Ла-Сілья           | Анрі Дебеонь                                      |
| (16423) 1988 BZ3                      | 1988 BZ3             | 19 січня 1988     | Обсерваторія Ла-Сілья           | Анрі Дебеонь                                      |
| (16424) 1988 CD2                      | 1988 CD2             | 11 лютого 1988    | Обсерваторія Ла-Сілья           | Ерік Вальтер Ельст                                |
| (16425) 1988 CY2                      | 1988 CY2             | 11 лютого 1988    | Обсерваторія Ла-Сілья           | Ерік Вальтер Ельст                                |
| (16426) 1988 EC                       | 1988 EC              | 7 березня 1988    | Обсерваторія Ґекко              | Йошіакі Ошіма                                     |
| (16427) 1988 EB2                      | 1988 EB2             | 13 березня 1988   | Обсерваторія Брорфельде         | Поуль Єнсен                                       |
| (16428) 1988 RD12                     | 1988 RD12            | 14 вересня 1988   | Обсерваторія Серро Тололо       | Ш. Дж. Бас                                        |
| (16429) 1988 SB2                      | 1988 SB2             | 16 вересня 1988   | Обсерваторія Серро Тололо       | Ш. Дж. Бас                                        |
| (16430) 1988 VB1                      | 1988 VB1             | 3 листопада 1988  | Обсерваторія Брорфельде         | Поуль Єнсен                                       |
| (16431) 1988 VH1                      | 1988 VH1             | 6 листопада 1988  | Обсерваторія Йорії              | Масару Араї, Хіроші Морі                          |
| (16432) 1988 VL2                      | 1988 VL2             | 10 листопада 1988 | Обсерваторія Йорії              | Масару Араї, Хіроші Морі                          |
| (16433) 1988 VX2                      | 1988 VX2             | 8 листопада 1988  | Обсерваторія Кушіро             | Сейджі Уеда, Хіроші Канеда                        |
| (16434) 1988 VO3                      | 1988 VO3             | 11 листопада 1988 | Обсерваторія Ґекко              | Йошіакі Ошіма                                     |
| 16435 Фандлі (Fandly)                 | 1988 VE7             | 7 листопада 1988  | Півніце                         | Мілан Антал                                       |
| (16436) 1988 XL                       | 1988 XL              | 3 грудня 1988     | Обсерваторія Ґекко              | Йошіакі Ошіма                                     |
| (16437) 1988 XX1                      | 1988 XX1             | 7 грудня 1988     | Гарвардська обсерваторія        | Обсерваторія Ок-Ридж                              |
| 16438 Кнофель (Knofel)                | 1989 AU6             | 11 січня 1989     | Обсерваторія Карла Шварцшильда  | Ф. Бернґен                                        |
| 16439 Ямехосінокава (Yamehoshinokawa) | 1989 BZ              | 30 січня 1989     | Обсерваторія Кітамі             | Тецуя Фудзі, Кадзуро Ватанабе                     |
| (16440) 1989 EN5                      | 1989 EN5             | 2 березня 1989    | Обсерваторія Сайдинг-Спрінг     | Роберт Макнот                                     |
| 16441 Кірхнер (Kirchner)              | 1989 EF6             | 7 березня 1989    | Обсерваторія Карла Шварцшильда  | Ф. Бернґен                                        |
| (16442) 1989 GM1                      | 1989 GM1             | 3 квітня 1989     | Обсерваторія Ла-Сілья           | Ерік Вальтер Ельст                                |
| (16443) 1989 GV1                      | 1989 GV1             | 3 квітня 1989     | Обсерваторія Ла-Сілья           | Ерік Вальтер Ельст                                |
| 16444 Godefroy                        | 1989 GW1             | 3 квітня 1989     | Обсерваторія Ла-Сілья           | Ерік Вальтер Ельст                                |
| 16445 Клімт (Klimt)                   | 1989 GN3             | 3 квітня 1989     | Обсерваторія Ла-Сілья           | Ерік Вальтер Ельст                                |
| (16446) 1989 MH                       | 1989 MH              | 29 червня 1989    | Паломарська обсерваторія        | Е. Гелін                                          |
| 16447 Вобан (Vauban)                  | 1989 RX              | 3 вересня 1989    | Обсерваторія Верхнього Провансу | Ерік Вальтер Ельст                                |
| (16448) 1989 RV2                      | 1989 RV2             | 7 вересня 1989    | Обсерваторія Клеть              | Антонін Мркос                                     |
| 16449 Кігояма (Kigoyama)              | 1989 SO              | 29 вересня 1989   | Обсерваторія Кітамі             | Тецуя Фудзі, Кадзуро Ватанабе                     |
| 16450 Мессершмідт (Messerschmidt)     | 1989 SY2             | 26 вересня 1989   | Обсерваторія Ла-Сілья           | Ерік Вальтер Ельст                                |
| (16451) 1989 SO3                      | 1989 SO3             | 26 вересня 1989   | Обсерваторія Ла-Сілья           | Ерік Вальтер Ельст                                |
| 16452 Ґолдфінґер (Goldfinger)         | 1989 SE8             | 28 вересня 1989   | Паломарська обсерваторія        | Керолін Шумейкер, Юджин Шумейкер                  |
| (16453) 1989 SW8                      | 1989 SW8             | 23 вересня 1989   | Обсерваторія Ла-Сілья           | Анрі Дебеонь                                      |
| (16454) 1989 TT2                      | 1989 TT2             | 3 жовтня 1989     | Обсерваторія Серро Тололо       | Ш. Дж. Бас                                        |
| (16455) 1989 TK16                     | 1989 TK16            | 4 жовтня 1989     | Обсерваторія Ла-Сілья           | Анрі Дебеонь                                      |
| (16456) 1989 UO                       | 1989 UO              | 23 жовтня 1989    | Обсерваторія Кані               | Йосікане Мідзуно, Тошімата Фурута                 |
| (16457) 1989 VF                       | 1989 VF              | 2 листопада 1989  | Обсерваторія Кушіро             | Сейджі Уеда, Хіроші Канеда                        |
| (16458) 1989 WZ2                      | 1989 WZ2             | 21 листопада 1989 | Обсерваторія Ґекко              | Йошіакі Ошіма                                     |
| 16459 Барт (Barth)                    | 1989 WE4             | 28 листопада 1989 | Обсерваторія Карла Шварцшильда  | Ф. Бернґен                                        |
| (16460) 1989 YF1                      | 1989 YF1             | 30 грудня 1989    | Обсерваторія Сайдинг-Спрінг     | Роберт Макнот                                     |
| (16461) 1990 BO                       | 1990 BO              | 21 січня 1990     | Обсерваторія Кушіро             | Сейджі Уеда, Хіроші Канеда                        |
| (16462) 1990 DZ1                      | 1990 DZ1             | 24 лютого 1990    | Обсерваторія Ла-Сілья           | Анрі Дебеонь                                      |
| 16463 Найоро (Nayoro)                 | 1990 EK              | 2 березня 1990    | Обсерваторія Кітамі             | Кін Ендате, Кадзуро Ватанабе                      |
| (16464) 1990 EV1                      | 1990 EV1             | 2 березня 1990    | Обсерваторія Ла-Сілья           | Ерік Вальтер Ельст                                |
| 16465 Basilrowe                       | 1990 FV1             | 24 березня 1990   | Паломарська обсерваторія        | Жан Мюллер                                        |
| 16466 Піяшіріяма (Piyashiriyama)      | 1990 FJ2             | 29 березня 1990   | Обсерваторія Кітамі             | Кін Ендате, Кадзуро Ватанабе                      |
| (16467) 1990 FD3                      | 1990 FD3             | 16 березня 1990   | Обсерваторія Ла-Сілья           | Анрі Дебеонь                                      |
| (16468) 1990 HW1                      | 1990 HW1             | 27 квітня 1990    | Обсерваторія Сайдинг-Спрінг     | Роберт Макнот                                     |
| (16469) 1990 KR                       | 1990 KR              | 21 травня 1990    | Паломарська обсерваторія        | Е. Гелін                                          |
| (16470) 1990 OM2                      | 1990 OM2             | 29 липня 1990     | Паломарська обсерваторія        | Генрі Гольт                                       |
| (16471) 1990 OR3                      | 1990 OR3             | 27 липня 1990     | Паломарська обсерваторія        | Генрі Гольт                                       |
| (16472) 1990 OE5                      | 1990 OE5             | 27 липня 1990     | Паломарська обсерваторія        | Генрі Гольт                                       |
| (16473) 1990 QF2                      | 1990 QF2             | 22 серпня 1990    | Паломарська обсерваторія        | Генрі Гольт                                       |
| (16474) 1990 QG3                      | 1990 QG3             | 28 серпня 1990    | Паломарська обсерваторія        | Генрі Гольт                                       |
| (16475) 1990 QS4                      | 1990 QS4             | 24 серпня 1990    | Паломарська обсерваторія        | Генрі Гольт                                       |
| (16476) 1990 QU4                      | 1990 QU4             | 24 серпня 1990    | Паломарська обсерваторія        | Генрі Гольт                                       |
| (16477) 1990 QH5                      | 1990 QH5             | 25 серпня 1990    | Паломарська обсерваторія        | Генрі Гольт                                       |
| (16478) 1990 QS6                      | 1990 QS6             | 20 серпня 1990    | Обсерваторія Ла-Сілья           | Ерік Вальтер Ельст                                |
| 16479 Паульзе (Paulze)                | 1990 QK7             | 20 серпня 1990    | Обсерваторія Ла-Сілья           | Ерік Вальтер Ельст                                |
| (16480) 1990 QN7                      | 1990 QN7             | 20 серпня 1990    | Обсерваторія Ла-Сілья           | Ерік Вальтер Ельст                                |
| (16481) 1990 QU7                      | 1990 QU7             | 16 серпня 1990    | Обсерваторія Ла-Сілья           | Ерік Вальтер Ельст                                |
| (16482) 1990 QK8                      | 1990 QK8             | 16 серпня 1990    | Обсерваторія Ла-Сілья           | Ерік Вальтер Ельст                                |
| (16483) 1990 QX8                      | 1990 QX8             | 16 серпня 1990    | Обсерваторія Ла-Сілья           | Ерік Вальтер Ельст                                |
| (16484) 1990 QJ9                      | 1990 QJ9             | 16 серпня 1990    | Обсерваторія Ла-Сілья           | Ерік Вальтер Ельст                                |
| (16485) 1990 RG2                      | 1990 RG2             | 14 вересня 1990   | Паломарська обсерваторія        | Генрі Гольт                                       |
| (16486) 1990 RM3                      | 1990 RM3             | 14 вересня 1990   | Паломарська обсерваторія        | Генрі Гольт                                       |
| (16487) 1990 RV5                      | 1990 RV5             | 8 вересня 1990    | Обсерваторія Ла-Сілья           | Анрі Дебеонь                                      |
| (16488) 1990 RX8                      | 1990 RX8             | 13 вересня 1990   | Паломарська обсерваторія        | Генрі Гольт                                       |
| (16489) 1990 SG                       | 1990 SG              | 17 вересня 1990   | Обсерваторія Сайдинг-Спрінг     | Роберт Макнот                                     |
| (16490) 1990 ST2                      | 1990 ST2             | 18 вересня 1990   | Паломарська обсерваторія        | Генрі Гольт                                       |
| (16491) 1990 SA3                      | 1990 SA3             | 18 вересня 1990   | Паломарська обсерваторія        | Генрі Гольт                                       |
| (16492) 1990 SQ5                      | 1990 SQ5             | 22 вересня 1990   | Обсерваторія Ла-Сілья           | Ерік Вальтер Ельст                                |
| (16493) 1990 SB6                      | 1990 SB6             | 22 вересня 1990   | Обсерваторія Ла-Сілья           | Ерік Вальтер Ельст                                |
| 16494 Ока (Oka)                       | 1990 SP8             | 22 вересня 1990   | Обсерваторія Ла-Сілья           | Ерік Вальтер Ельст                                |
| (16495) 1990 SR8                      | 1990 SR8             | 22 вересня 1990   | Обсерваторія Ла-Сілья           | Ерік Вальтер Ельст                                |
| (16496) 1990 SS8                      | 1990 SS8             | 22 вересня 1990   | Обсерваторія Ла-Сілья           | Ерік Вальтер Ельст                                |
| 16497 Toinevermeylen                  | 1990 SU8             | 22 вересня 1990   | Обсерваторія Ла-Сілья           | Ерік Вальтер Ельст                                |
| 16498 Пассау (Passau)                 | 1990 SX8             | 22 вересня 1990   | Обсерваторія Ла-Сілья           | Ерік Вальтер Ельст                                |
| (16499) 1990 SU9                      | 1990 SU9             | 22 вересня 1990   | Обсерваторія Ла-Сілья           | Ерік Вальтер Ельст                                |
| (16500) 1990 SX10                     | 1990 SX10            | 16 вересня 1990   | Паломарська обсерваторія        | Генрі Гольт                                       |

| ← Астероїди 10001—20000 → |             |             |             |             |             |             |             |             |             |
| 10001—10100               | 11001—11100 | 12001—12100 | 13001—13100 | 14001—14100 | 15001—15100 | 16001—16100 | 17001—17100 | 18001—18100 | 19001—19100 |
| 10101—10200               | 11101—11200 | 12101—12200 | 13101—13200 | 14101—14200 | 15101—15200 | 16101—16200 | 17101—17200 | 18101—18200 | 19101—19200 |
| 10201—10300               | 11201—11300 | 12201—12300 | 13201—13300 | 14201—14300 | 15201—15300 | 16201—16300 | 17201—17300 | 18201—18300 | 19201—19300 |
| 10301—10400               | 11301—11400 | 12301—12400 | 13301—13400 | 14301—14400 | 15301—15400 | 16301—16400 | 17301—17400 | 18301—18400 | 19301—19400 |
| 10401—10500               | 11401—11500 | 12401—12500 | 13401—13500 | 14401—14500 | 15401—15500 | 16401—16500 | 17401—17500 | 18401—18500 | 19401—19500 |
| 10501—10600               | 11501—11600 | 12501—12600 | 13501—13600 | 14501—14600 | 15501—15600 | 16501—16600 | 17501—17600 | 18501—18600 | 19501—19600 |
| 10601—10700               | 11601—11700 | 12601—12700 | 13601—13700 | 14601—14700 | 15601—15700 | 16601—16700 | 17601—17700 | 18601—18700 | 19601—19700 |
| 10701—10800               | 11701—11800 | 12701—12800 | 13701—13800 | 14701—14800 | 15701—15800 | 16701—16800 | 17701—17800 | 18701—18800 | 19701—19800 |
| 10801—10900               | 11801—11900 | 12801—12900 | 13801—13900 | 14801—14900 | 15801—15900 | 16801—16900 | 17801—17900 | 18801—18900 | 19801—19900 |
| 10901—11000               | 11901—12000 | 12901—13000 | 13901—14000 | 14901—15000 | 15901—16000 | 16901—17000 | 17901—18000 | 18901—19000 | 19901—20000 |